# Explorer 20
L'Explorer 20 fu un satellite statunitense appartenente al Programma Explorer, ebbe il compito di studiare la ionosfera terrestre.

## La missione
Explorer 20 fu lanciato il 25 agosto del 1964 dal sito missilistico di Vandenberg, Stati Uniti.
Il lancio ebbe successo e il satellite fu immesso in orbita e stabilizzato con una rotazione sul proprio asse di 1,53 giri al minuto.
Funzionò in maniera egregia fino al 20 dicembre del 1965, quando non rispose più ai comandi dopo, però, aver portato a termine il suo compito.

## Il satellite
Explorer 20 era di forma cilindrica con alle estremità due coni troncati.
A bordo ospitava una sonda ionosferica a 6 frequenze diverse e un rilevatore di ioni.
La sonda a 6 frequenze utilizzava 3 dipoli, quindi sei antenne, che fuoriuscivano dall'equatore del satellite.
Un dipolo si estendendeva nello spazio per 18,28 metri ed era utilizzato per le basse frequenze, mentre gli altri due dipoli erano lunghi 9,14 metri.
Dopo un anno dal lancio, la velocità di rotazione dell'Explorer 20 si abbassò da 1,53 giri al minuto a 0,45 giri al minuto e questo comportò l'impossibilità di registrare completamente su nastro i dati rilevati, pertanto si dovette ricevere in "porzioni" i dati trasmessi dalla sonda tramite un esteso sistema di rilevamento che coinvolgeva le Hawaii, il Regno Unito, Australia e Africa.
Le registrazioni venivano limitate da 30 minuti a 4 ore al giorno in base al quantitativo di energia che il satellite riusciva ad immagazzinare.